# Jenno Berckmoes
Jenno Berckmoes (ur. 4 lutego 2001 we Vrasene) – belgijski kolarz szosowy.

## Osiągnięcia
Opracowano na podstawie:
2021
- 1. miejsce w mistrzostwach Belgii (jazda drużynowa na czas)

## Rankingi
| Rok             | 2020  | 2021 | 2022 | 2023 | 2024 |
| --------------- | ----- | ---- | ---- | ---- | ---- |
| World Ranking   | 1758. | -    | 625. | 800. | 106. |
| UCI Europe Tour | 1295. | -    | 484. | -    | 86.  |
|                 |       |      |      |      |      |
| Źródło: UCI     |       |      |      |      |      |